# Poison blanc
Pour les articles homonymes, voir Borderline.
Pour plus de détails, voir Fiche technique et Distribution.
Poison blanc (Borderline) est un film américain en noir et blanc réalisé par William A. Seiter, sorti en 1950.

## Synopsis
Le service des douanes aimerait bien mettre un terme aux activités de Pete Ritchie, un truand qui fait passer de la cocaïne pure du Mexique vers les États-Unis. Pour y parvenir, Madeleine Haley prend l'identité de Gladys LaRue, une danseuse de cabaret, et se fait engager dans une boîte où Ritchie a ses habitudes. La prise de contact est assez froide et Gladys se retrouve dans les appartements de Ritchie avec l'un de ses hommes, fin saoul. Elle en profite pour récolter des informations quand Ritchie survient. Alors qu'il tente de profiter de la jeune femme, Johnny Macklin, qui travaille pour un concurrent, débarque avec un acolyte. Il veut s'emparer du chargement de drogue appartenant à Ritchie et, pour l'aider à passer la frontière, emmène Gladys. L'un et l'autre mettent au point un plan pour s'arrêter mutuellement, ignorant qu'ils sont tous deux du même bord. La situation se complique lorsqu'ils tombent amoureux. De son côté, Ritchie veut récupérer la drogue qui lui appartient et poursuit le couple à travers le Mexique.

## Fiche technique
- Titre français : Poison blanc
- Titre original : Borderline
- Réalisation :  William A. Seiter
- Scénario : Devery Freeman
- Photographie : Lucien Andriot
- Musique : Hans J. Salter
- Production : Milton H. Bren et William A. Seiter Productions
- Pays de production : États-Unis
- Langue d'origine : anglais
- Format : noir et blanc - 1,37:1 - son : mono (RCA Sound System)
- Genre : Film noir
- Durée : 88 min
- Dates de sortie : 
  - États-Unis : 1er mars 1950
  - France : 24 décembre 1954

## Distribution

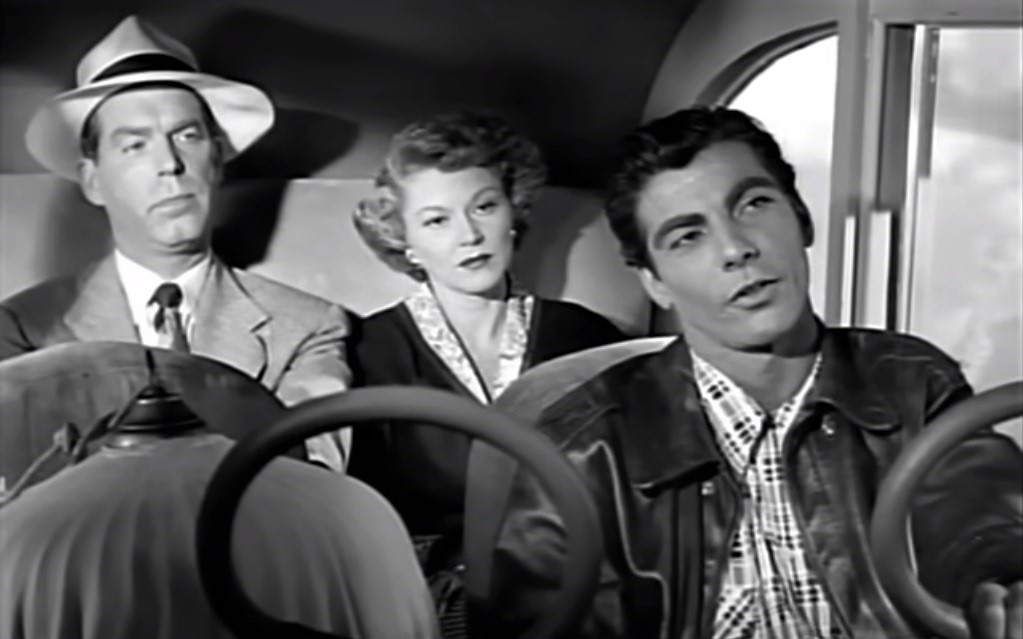
Fred MacMurray, Claire Trevor et Pepe Hern dans une scène du film.

- Fred MacMurray : Johnny McEvoy / Johnny Macklin
- Claire Trevor : Madeleine Haley / Gladys LaRue
- Raymond Burr : Pete Ritchie
- José Torvay : Miguel
- Morris Ankrum : Bill Whittacker
- Roy Roberts : Harvey Gumbin
- Don Diamond : Deusik
- Nacho Galindo : Porfirio
- Pepe Hern : Pablo
- Grazia Narciso : la femme de Porfirio

Acteurs non crédités
- Peggy Converse : une suspecte interrogée par Whittaker
- Richard Irving : Al (partenaire de Johnny)
- Chris-Pin Martin : un employé de l'hôtel Pepi